# سایما
سایما (لتونیایی: Saeima) مجلس، لتونی است که در سال ۱۹۲۲ تأسیس شده و از ۱۰۰ نماینده تشکیل می‌شود. ساختمان سایما در بخش قدیمی شهر ریگا پایتخت لتونی قرار دارد.

## نگارخانه

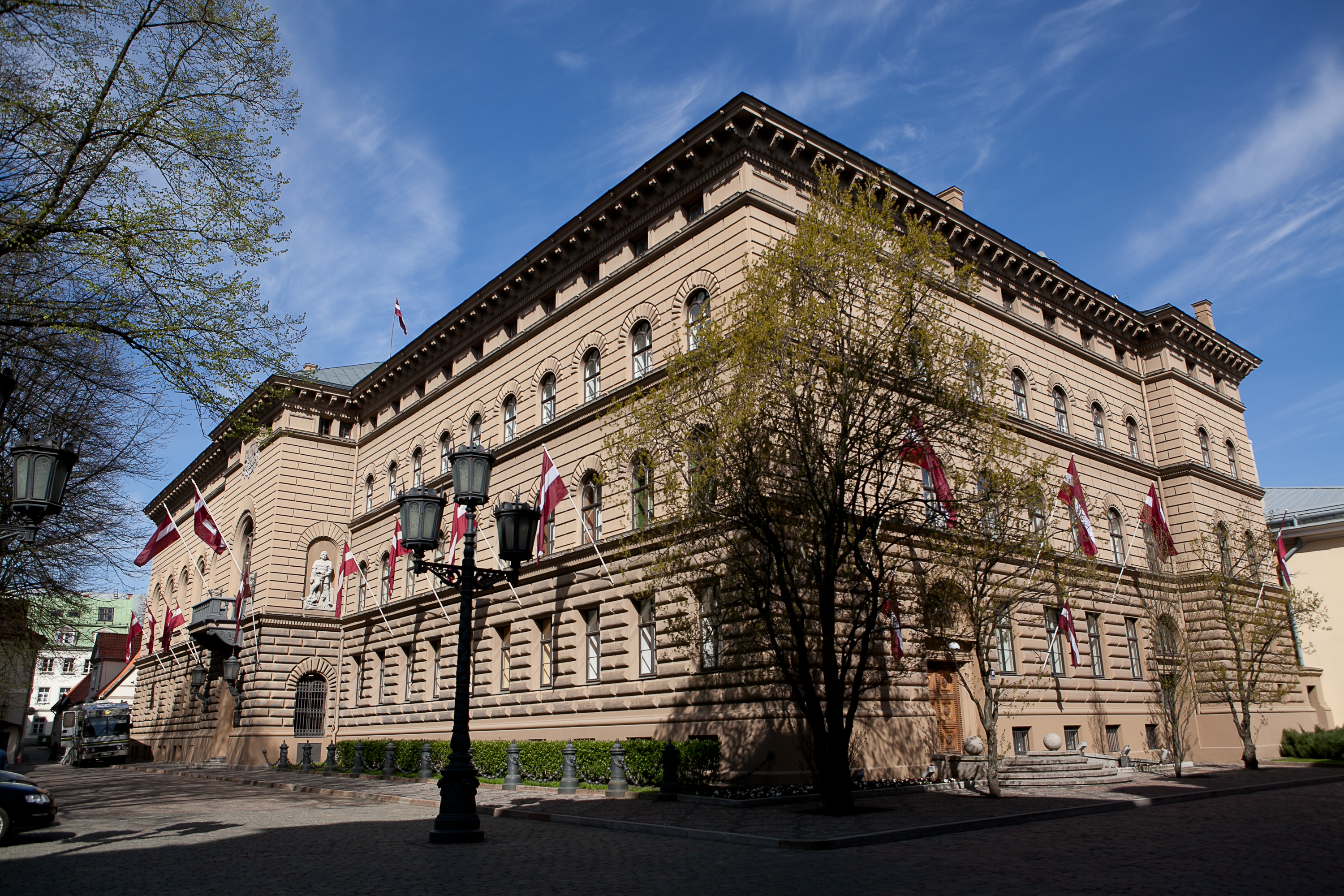
ساختمان سایما
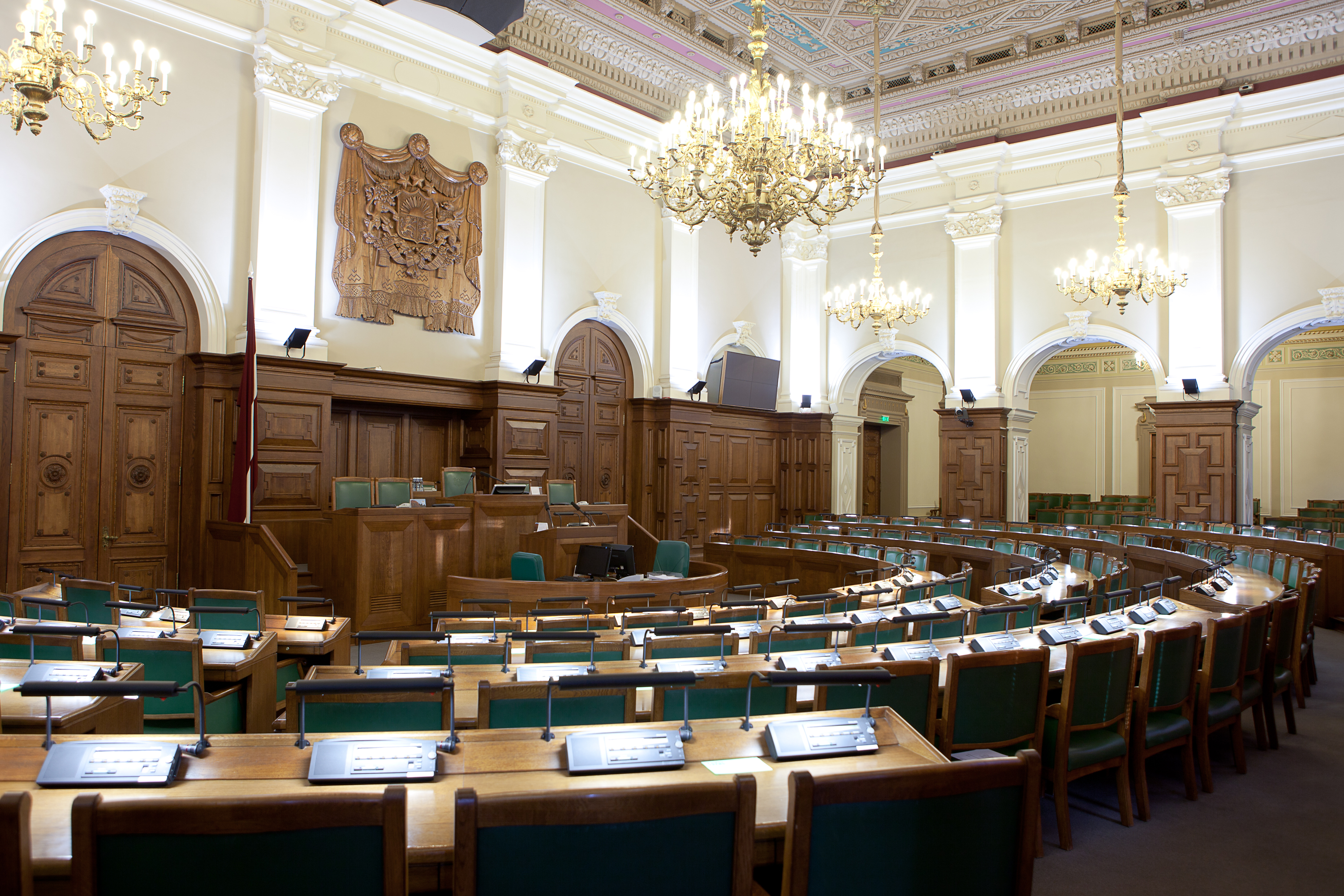
داخل ساختمان سایما
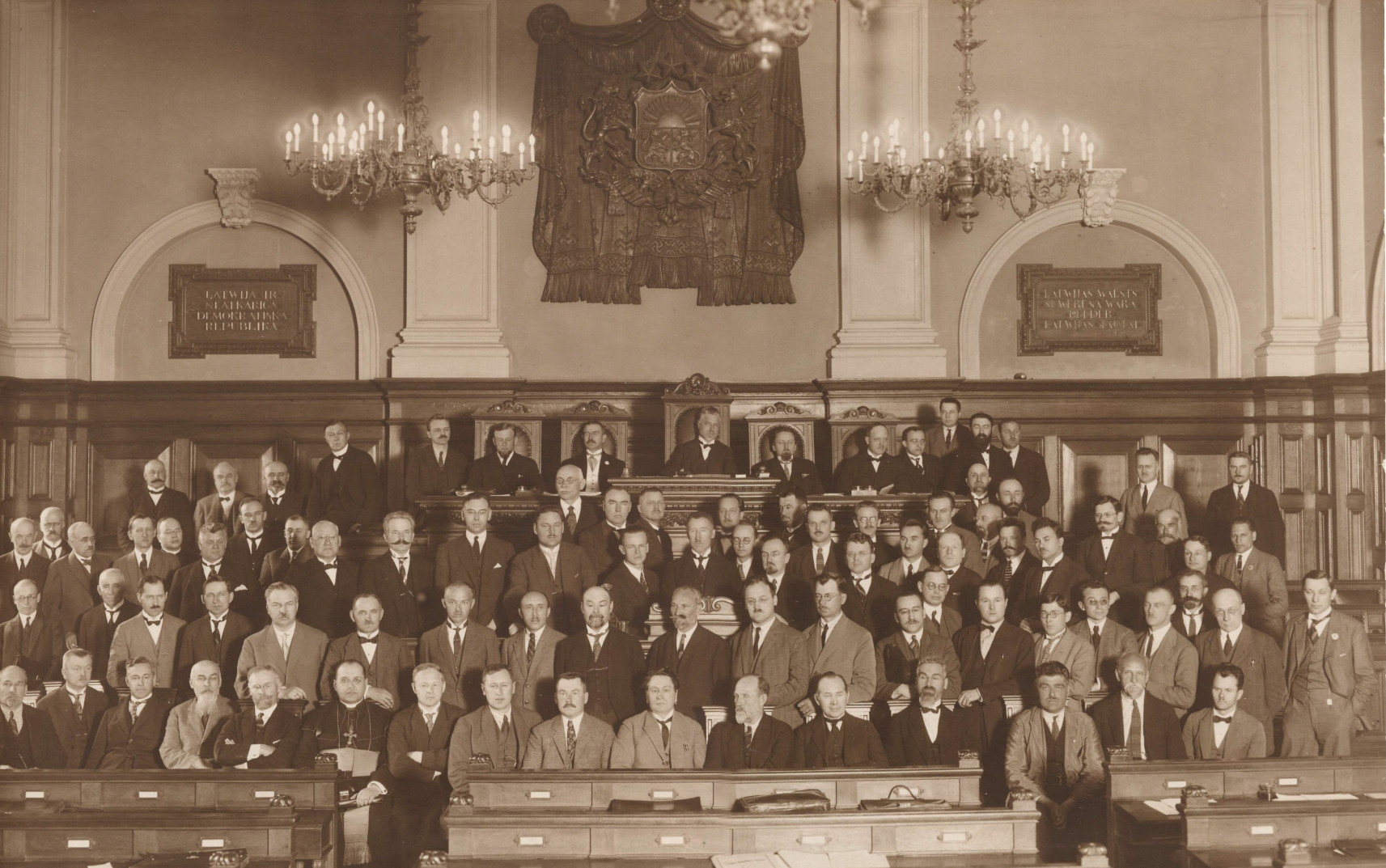
نمایندگان اولین دوره سایما